# 크레이지 토미 보이
《크레이지 토미 보이》(영어: Tommy Boy)는 미국에서 제작된 피터 시걸 감독의 1995년 버디 코미디 영화이다. 크리스 팔리, 데이비드 스페이드 등이 출연하였고, 론 마이클스 등이 제작에 참여하였다.
오늘날 컬트 영화 고전으로 여겨지고 있다.

## 줄거리
대학을 간신히 졸업한 토미 캘러핸 3세는 오하이오주 선더스키로 돌아와 아버지 토머스 "빅 톰" 캘러핸이 가족 경영하는 자동차 부품 공장인 캘러핸 오토 경영진으로 합류한다. 아내와 사별한 빅 톰은 뛰어난 미모의 베벌리라는 여성과 재혼하기로 했다고 발표한다. 베벌리는 토미에게 이복형제가 될 아들 폴을 인사시킨다.
그러나 빅 톰은 피로연에서 심근 경색으로 사망하고, 은행은 캘러핸 오토의 새 브레이크 패드 부서에 대출을 해주기로 했던 약속을 철회한다. 토미는 브레이크 패드를 50만 개 팔아 새 부서의 경쟁력을 증명하면 다시 투자를 하겠다는 약속을 은행으로부터 받아내고 빅 톰의 냉소적인 조수 리처드와 함께 국토 횡단 판매 여행을 떠난다.
한편 판매 부장 미셸은 베벌리와 폴이 실은 모자 관계가 아니라 사기꾼 부부라는 사실을 알게 된다. 원래 계획은 이혼을 해서 빅 톰의 재산 반을 가로채는 것이었으나 빅 톰이 죽는 바람에 대신 회사 경영권 행사에 충분한 주식을 유산으로 받은 베벌리는 이를 빨리 현금화하기 위해 캘러핸 오토의 경쟁자인 시카고의 절린스키에게 팔고자 한다.
토미는 불안하고 과잉된 행동으로 잠재 투자자들을 계속 잃으면서 리처드와 신경전을 벌인다. 하지만 곧 리처드는 토미가 사람을 읽는 능력은 이미 빅 톰만큼 뛰어나고 부족한 건 자신감 뿐이라는 걸 깨닫고 토미를 북돋운다. 토미는 자신만의 방식으로 영업에서 승승장구해나가고 목표 판매량에 점차 가까워진다.
하지만 폴이 몰래 회사 컴퓨터를 건드려 훼방을 놓으면서 배송 발주가 엉망이 되고 캘러핸 오토를 불신하게 된 거래처 절반 이상이 계약을 취소한다. 은행은 캘러핸 오토를 절린스키에게 팔기로 결정한다. 토미와 리처드는 절린스키 본인의 마음을 돌리기 위해 시카고로 향하지만 캘러핸 오토를 사자마자 직원들을 전부 해고할 거라는 말만 듣는다.
톰은 도로 조명탄을 폭탄으로 위장해 자살 폭탄자인 척 하여 뉴스 촬영팀의 관심을 불러모은 뒤 시청자들 앞에 생방송으로 절린스키가 브레이크 패드 50만 개 구매 계약을 체결하게 유도한다. 절린스키는 캘러핸 오토가 자기 손에 넘어오는 즉시 어차피 무효가 될 계약이라고 자신만만해하지만 미셸이 나타나 베벌리가 빅 톰과 결혼할 당시에 여전히 폴과 결혼한 상태였다고 폭로한다. 즉 베벌리와 빅 톰과의 결혼은 중혼이 되므로 법적으로 인정받을 수 없어 빅 톰의 지배 지분은 전부 토미 차지가 되는 것이다. 베벌리가 시치미를 떼면서 폴만 체포되고, 주문 계약을 지키기로 한 절린스키는 베벌리에게 데이트를 청한다.
회사를 지켜낸 토미는 미셸과 맺어지고, 리처드와 사원들의 환호 속에서 사장으로 취임한다.

## 출연
- 크리스 팔리 - 토미 캘러핸 3세 역
- 데이비드 스페이드 - 리처드 헤이든 역
- 보 데릭 - 베벌리 번스배리시 역
- 줄리 워너 - 미셸 브록 역
- 댄 애크로이드 - 레이 절린스키 역
- 브라이언 데너히 - 토머스 "빅 톰" 캘러핸 역
- 숀 매캔 - 프랭크 리튼하워 역
- 잭 그레니에이 - 테드 라일리 역
- 롭 로 - 폴 배리시 역
- 로리 배글리 - 수영장의 여성 역

## 기타 제작진
- 공동 제작: 바너비 톰프슨
- 협력 제작: 마이클 유잉
- 미술: 스티븐 J. 라인위버
- 의상: 패티 엉거